# 绢丝丽蚌
绢丝丽蚌（学名：Lamprotula fibrosa）为蚌科丽蚌属的动物，俗名老窝子、坨子、肋纹丽蚌，是中国的特有物种。分布于江苏、安徽、浙江、江西、湖北、湖南等地，一般生活于水深、冬季不乾枯的湖泊河流以及泥底或沙泥底。